# U 47 – Kapitänleutnant Prien
Pour plus de détails, voir Fiche technique et Distribution.
U 47 – Kapitänleutnant Prien (titre français: U 47 -Scapa-Flow) est un film allemand réalisé par Harald Reinl, sorti en 1958.
Il s'agit d'un film biographique sur Günther Prien, commandant d'un sous-marin allemand durant la Seconde Guerre mondiale.

## Synopsis
Le capitaine-lieutenant Günther Prien est considéré comme l'un des meilleurs commandants de sous-marin allemands. L'amiral Karl Dönitz lui confie une mission spéciale : il doit pénétrer dans la base britannique de Scapa Flow et y faire le maximum de dégâts. Prien accomplit cette mission et est célébré par la propagande allemande comme un héros.
De son côté, le père Kille, qui est persécuté par les autorités nazies, se souvient qu'il fut camarade de classe avec Prien. Il lui écrit ses préoccupations et lui demande de l'aide. Prien le rejette en lui expliquant qu'il est un soldat et doit rester en dehors de la politique. De même, la tentative d'Alvine, la sœur de Kille, la fiancée de Birkeneck, le premier officier de Prien, échoue.
Au fur et à mesure que la guerre se prolonge et s'intensifie, Prien se demande si son attitude est la bonne. Particulièrement lorsque l'équipage du U 47, lorsqu'il privilégie sa mission de retourner en Allemagne plutôt que de secourir les réfugiés allemands d'un cargo qu'il vient de faire couler.[pas clair]
Prien sent, après en avoir discuté avec Birkeneck, qu'il pourrait profiter de sa situation glorieuse ; il rend visite au père Kille dans sa cellule. Il lui promet son aide, sans savoir que la conversation est surveillée. Prien devient suspect pour la Gestapo.
Mais Prien n'a pas le temps d'être une victime du régime nazi. Il part pour la prochaine patrouille. Mais son sous-marin est détruit. Prien et le cuisinier survivent et sont récupérés par un cargo britannique qui est à son tour torpillé par un sous-marin allemand. Son commandant est Birkeneck qui effectue sa première patrouille en tant que capitaine. Quand on repêche le chapeau de Prien, il réalise ce qui vient d'arriver. Le bateau de Birkeneck est à son tour attaqué et coule.

## Fiche technique
- Titre : U 47 – Kapitänleutnant Prien
- Réalisation : Harald Reinl, assisté de Lothar Gündisch
- Scénario : Jochen Joachim Bartsch (de)
- Musique : Norbert Schultze
- Direction artistique : Hans Auffenberg, Erich Kettelhut
- Costumes : Edith Dahlke, Ernst Erdmann
- Photographie : Ernst W. Kalinke
- Son : Herbert Karwahne
- Montage : Heinz Haber
- Production : Gero Wecker
- Sociétés de production : Arca-Filmproduktion GmbH
- Société de distribution : Constantin Film
- Pays d'origine :  Allemagne de l'Ouest
- Langue : allemand
- Format : Noir et blanc - 1,66:1 - Mono - 35 mm
- Genre : Guerre, biopic
- Durée : 87 minutes
- Dates de sortie :
  -  Allemagne de l'Ouest : 25 septembre 1958.
  -  Mexique : 11 août 1960.
  -  Finlande : 26 août 1960.
  -  Suède : 20 novembre 1961.

## Distribution
- Dieter Eppler: Günther Prien
- Sabina Sesselmann: Ingeborg Prien
- Joachim Fuchsberger: Birkeneck
- Dieter Borsche: Le père Kille
- Uta Hallant: Alwine Kille
- Richard Häussler (en): Karl Dönitz
- Harald Juhnke (en): Le cuisinier
- Olga Tschechowa: La princesse
- Raidar Müller (de): Lieutenant Bluhm
- Ernst Reinhold (de): Lieutenant Raufuss
- Matthias Fuchs: Jörg
- Joachim Mock (de): Le capitaine-lieutenant Schopf
- Horst Naumann: L'ingénieur en chef
- Rolf Weih (de): Le premier officier d'état-major auprès de l'amiral
- Rolf Moebius: Le chef d'état-major
- Werner Stock (de): Maat Piontek
- Eva Schreiber: Christina
- Waldemar Frahm: Le chef de la flottille
- Claus-Jürgen Daehn: Le quartier-maître
- Harry Raymon: Le timonier
- Horst Thomas: Le chargé d'informations
- Peter Herzog (de): L'oreille d'or
- Peter Carsten: Un membre d'équipage
- Michael Cramer (de): Un membre d'équipage
- Heinz Engelmann (de): Un membre d'équipage

## Histoire
À part Günther Prien et l'amiral Dönitz, tous les personnages sont fictifs, de même que l'attirance de Prien pour une forme de résistance. De même, la mort de Prien est libre puisqu'on ne sait pas la véritable raison de sa disparition.

## Source de traduction
- (de) Cet article est partiellement ou en totalité issu de l’article de Wikipédia en allemand intitulé « U 47 – Kapitänleutnant Prien » (voir la liste des auteurs).

## Article annexe
- Sous-marins au cinéma et à la télévision